# György Konrád

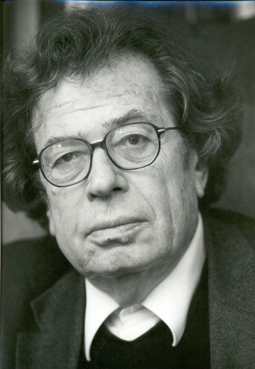
Scriitorul, eseistul şi sociologul György Konrád

György Konrád (n. 2 aprilie 1933, Debrețin, Ungaria – d. 13 septembrie 2019, Budapesta, Ungaria) a fost un eseist, filosof, sociolog și romancier maghiar, pe plan mondial, unul dintre cei mai cunoscuți prozatori din Ungaria

## Importanța lui
De origine evreiască așkenazi, este un important scriitor contemporan din Ungaria, care prin eseurile, sociografiile, romanele sale moderne are o contribuție fundamentală la dezvoltarea gândirii liberale din Ungaria. Este apreciat pe plan internațional, ca unul din cei mai de seamă scriitori maghiari a celei de a doua jumătăți al secolului XX și începutul secolului XXI. Posesor a numeroase premii și distincții de stat din mai multe țări. Este unul din cei mai traduși scriitori de limbă maghiară. Este un intelectual care se autodefinește ca liberal, antirasist și anti-neonazist. A fost unul din ideologii partidului neo-liberal SZDSZ din Ungaria.

## Premii literare și distincții
- Premiul Herder (1984)
- Premiul Charles Veillon (1986)
- Premiul Kossuth (1990)
- Premiul Manes-Sperber (1990)
- Friedenspreis des Deutschen Buchhandels (Premiul pentru pace a Librarilor din Germania) (1991)
- Medalia comemorativă Goethe 2000
- Der Internationale Karlspreis zu Aachen (2001)
- Franz Werfel Menschenrechtspreis (2007)
- National Jewish Book Award for Memoir (2008)

## Opere
- 1969 A látogató (roman)
- 1969 Az új lakótelepek szociológiai problémái (cu Szelényi Iván)
- 1977 A városalapító (roman) (Romanul a fost terminat în anul 1973, dar din motive politice editura Magvető a refuzat publicarea, apoi l-a publicat trunciat în 1977)
- 1978 Az értelmiség útja az osztályhatalomhoz (eseuri, cu Szelényi Iván)
- 1980 Az autonómia kísértése (eseuri)
- 1982 A cinkos (roman)
- 1986 Antipolitika (eseuri)
- 1987 Kerti mulatság (roman)
- 1990 Európa köldökén (eseuri)
- 1991 Az újjászületés melankóliája (eseuri)
- 1992 A városalapító
- 1993 91–93 (eseuri)
- 1994 Kőóra (roman)
- 1995 Várakozás (eseuri)
- 1996 Áramló leltár (aforisme)
- 1997 A birodalom kapuiban (eseuri)
- 1997 A láthatatlan hang. Zsidó tárgyú elmélkedések
- 1998 Hagyaték (roman)
- 1999 Útrakészen
- 1999 A jugoszláviai háború (és ami utána jöhet)
- 2000 Mit tud a leveli béka?
- 2000 Urbanizáció és területi gazdálkodás (cu Szelényi Iván)
- 2001 Elutazás és hazatérés (roman autobiografic)
- 2003 Fenn a hegyen napfogyatkozáskor (roman autobiografic)
- 2004 A közép tágulása (eseuri)
- 2004 Az író és a város
- 2005 Kakasok bánata (roman)
- 2006 Csodafigurák (portrete)
- 2009 Harangjáték  (eseuri)
- 2010 Zsidókról

## Resurse
- hu Életrajz Konrád György honlapján
- hu Veres András irodalomtörténész Konrád György-életrajza Arhivat în 5 iunie 2008, la Wayback Machine.
- hu Balikó Helga életrajza Konrád György honlapján